# Saint-Léger-le-Petit
Saint-Léger-le-Petit és un municipi francès, situat al departament de Cher i a la regió de Centre – Vall del Loira. L'any 2007 tenia 392 habitants.

## Demografia

### Població
El 2007 la població de fet de Saint-Léger-le-Petit era de 392 persones. Hi havia 165 famílies, de les quals 51 eren unipersonals (12 homes vivint sols i 39 dones vivint soles), 63 parelles sense fills, 47 parelles amb fills i 4 famílies monoparentals amb fills.
La població ha evolucionat segons el següent gràfic:
Habitants censats

### Habitatges
El 2007 hi havia 254 habitatges, 171 eren l'habitatge principal de la família, 62 eren segones residències i 21 estaven desocupats. 248 eren cases i 4 eren apartaments. Dels 171 habitatges principals, 146 estaven ocupats pels seus propietaris, 15 estaven llogats i ocupats pels llogaters i 10 estaven cedits a títol gratuït; 2 tenien una cambra, 21 en tenien dues, 35 en tenien tres, 46 en tenien quatre i 67 en tenien cinc o més. 132 habitatges disposaven pel capbaix d'una plaça de pàrquing. A 69 habitatges hi havia un automòbil i a 83 n'hi havia dos o més.

### Piràmide de població
La piràmide de població per edats i sexe el 2009 era:
| Homes | Edats   | Dones |
| ----- | ------- | ----- |
| 0     | 95 o +  | 0     |
| 0     | 90 a 94 | 0     |
| 0     | 85 a 89 | 8     |
| 8     | 80 a 84 | 4     |
| 4     | 75 a 79 | 8     |
| 20    | 70 a 74 | 24    |
| 16    | 65 a 69 | 8     |
| 8     | 60 a 64 | 8     |
| 4     | 55 a 59 | 0     |
| 8     | 50 a 54 | 8     |
| 24    | 45 a 49 | 20    |
| 28    | 40 a 44 | 24    |
| 24    | 35 a 39 | 24    |
| 4     | 30 a 34 | 4     |
| 0     | 25 a 29 | 0     |
| 0     | 20 a 24 | 4     |
| 12    | 15 a 19 | 28    |
| 12    | 10 a 14 | 32    |
| 8     | 5 a 9   | 4     |
| 12    | 0 a 4   | 0     |

## Economia
El 2007 la població en edat de treballar era de 257 persones, 185 eren actives i 72 eren inactives. De les 185 persones actives 167 estaven ocupades (90 homes i 77 dones) i 18 estaven aturades (7 homes i 11 dones). De les 72 persones inactives 25 estaven jubilades, 19 estaven estudiant i 28 estaven classificades com a «altres inactius».

### Ingressos
El 2009 a Saint-Léger-le-Petit hi havia 178 unitats fiscals que integraven 395,5 persones, la mediana anual d'ingressos fiscals per persona era de 17.574 €.

### Activitats econòmiques
Dels 6 establiments que hi havia el 2007, 1 era d'una empresa alimentària, 2 d'empreses de construcció, 1 d'una empresa de transport, 1 d'una empresa financera i 1 d'una empresa classificada com a «altres activitats de serveis».
Dels 3 establiments de servei als particulars que hi havia el 2009, 1 era una oficina de correu, 1 paleta i 1 lampisteria.
L'any 2000 a Saint-Léger-le-Petit hi havia 6 explotacions agrícoles que ocupaven un total de 561 hectàrees.

## Poblacions més properes
El següent diagrama mostra les poblacions més properes.